# 児玉宏
児玉 宏（こだま ひろし、1952年4月5日 - ）は日本の指揮者。
東京都生まれ。1975年桐朋学園大学音楽学部作曲理論学科・指揮科卒業。齋藤秀雄、小澤征爾に師事。
大学卒業後すぐにドイツに渡り、オトマール・スウィトナーに師事。劇場の下積みからキャリアをはじめ、1996年バイエルン州立コーブルク歌劇場の音楽総監督に就任（2001年まで）。プロ楽団での日本デビューは2000年（1974年にアマチュアの千葉大学管弦楽団、1990年、1992年に早稲田大学交響楽団を指揮している）。
2008年4月、大阪交響楽団(大阪シンフォニカー交響楽団)音楽監督・首席指揮者に就任。2016年、第196回定期演奏会の功績により芸術選奨文部科学大臣賞（音楽部門）受賞。
歌劇の他、ロマン派の知られざる曲、イギリス音楽、現代音楽などレパートリーは多岐にわたっている。また近年行っている大阪交響楽団とのブルックナーの交響曲演奏も目を引く。